# Piliny
Piliny é um município da Hungria, situado no condado de Nógrád. Tem 16,04 km² de área e sua população em 2015 foi estimada em 602 habitantes.